# 5 santīmi
5 santīmi (forkortet 5 s) er en underenhed for lats i Letland. 
Mønten har en diameter på 18,5 mm, den vejer 2,5 g og består af en blanding mellem kobber, zink og nikkel. Den er guldfarvet og har en glat rand.
- 5 santīmi

Kunstnerne bag designet er Gunārs Lūsis og Jānis Strupulis. 
På den ene side ser man i midten et billede af Letlands mindre våbenskjold og rundt om det står der Letlands republik (Latvijas Republika). Under våbenskjoldet står der årstallet for prægningen imellem to prikker. 
På den anden side ser man i midten et 5-tal, hvorunder der står SANTĪMI, til højre og venstre for 5-tallet ser man to etnografiske sole, derimellem er der 5 halvcirkler (som symboliserer arbejdstiden). 
Mønterne er præget af henholdsvis:
1992 af Bayerisches Hauptmünzamt i Tyskland,
2006 og 2007 af British Royal Mint i Storbritannien.
I 2007 blev 5 santīmi mønten ligeledes præget af Münze Österreich i Østrig 
Santīms er et lettificeret låneord fra fransk (centime). 